# 美国驻成都总领事馆
美国驻成都总领事馆（英語：Consulate General of the United States in Chengdu）是美国曾经在中華人民共和國四川省成都市设立的总领事馆。该总领馆于1985年设立，2020年关闭，目前領事轄區工作職責由美國駐華大使館代管。
闭馆前，美国驻成都总领馆领事辖区包括中国西南的四川省、重庆市、云南省、贵州省和西藏自治区。

## 历史
太平洋戰爭爆發（1941年）前，美國未曾在成都設置領事機構。1942年6月《中美抵抗侵略互助協定》簽署後，美國向当时的國民政府提出至成都開設領事館的要求，然而中華民國外交部僅同意美國大使館派員駐蓉照顧美僑，故美國於1943年12月設置美國大使館二等秘書駐蓉辦事處，直至1945年日本投降而裁撤該處:40-41。
1949年11月底，隨著中華民國政府由重慶疏遷至成都，美國亦曾短暫設置大使級辦公室，但隨12月7日再次遷往臺北而裁撤；1950年，美國正式將駐華大使館遷至臺北，原駐臺北總領事館裁撤。
1979年中美建交后，双方关系开始正常化，中美两国的各领域交流合作也开始进行。1980年，美国在成都以及沈阳和武汉开设使馆的提议获得同意，并于1981年6月正式协定在成都开设领事馆:41。1985年10月16日，美国驻成都总领事馆正式开馆，正值访问成都的时任副总统老布什为开馆剪彩和揭幕，由唐伟廉（William W. Thomas）出任首任总领事:41。
開館初期，成都美领馆办公地点位于锦江宾馆西一楼，领馆仅有6名美国官员和约29名当地雇员。1985年开馆时，设有行政办公室（总领事、行政助手各一人）、办公室、领事处（簽證處）、后勤处（行政處）以及新闻文化办公室。第一代美籍館員除總領事唐偉廉外，尚包括政治領事柯壯（John Geroge Cook）、文化領事方愛雲（Vallerie J. Steenson）、領事處長／簽證領事陳美麗（Mary Fone Witt）、行政領事魏一德（John E. Witt）及總領事秘書沙德芬（Stephenie Moim Lmogen Sahim）。后来在1993年8月2日迁至领事馆路4号:42。
1996年3月1日晚领事馆中方执勤哨兵余振波和两名身份不明的人员发生肢体冲突并遭刺伤，警方认定为一起偶发刑事案件，不针对领馆。同月22日，市民肖祥因个人不满美国介入台湾海峡冲突事件向使馆内投掷燃烧瓶，最后被依法拘留15日:520。
2012年时，美国驻成都总领事馆设有政治处、经济处、签证处、新闻文化处，农业贸易处、商务处、行政处和安全处。2020年闭馆前，美国驻成都总领馆设有农业贸易处、商务处、领事处、政治经济处、新闻文化处等。
2012年2月，重慶市副市長王立軍進入美國駐成都總領事館，受时任总领事何孟德等人接待，最终滯留24小時後離開，是為王立軍事件。此次事件謠傳是因王立軍與重慶市委書記薄熙來的政治鬥爭引起，最終導致了薄熙來的倒臺並接受審判。王立軍此舉後來被認定為叛逃，亦遭到逮捕和審判。
2019年3月1日，美国驻成都总领事馆不再受理H或L类签证申请。

### 闭馆
2020年7月24日，由于7月21日美国政府单方面要求关闭中国驻休斯敦总领事馆，中华人民共和国外交部基於對等原則决定关闭美国驻成都总领事馆，亦通知美国驻华大使馆表示中方决定撤销对美国驻成都总领事馆的设立和运行许可，并对该总领事馆停止一切业务和活动提出具体要求，关闭时限与美方对中国驻休斯敦总领事馆的要求一致，同样为72小时。中國外交部發言人汪文斌表示，該領事館的“一些人员从事与身份不符的活动，干预中国内政，损害中国的安全利益，中方多次就此提出交涉，美方对此心知肚明”。

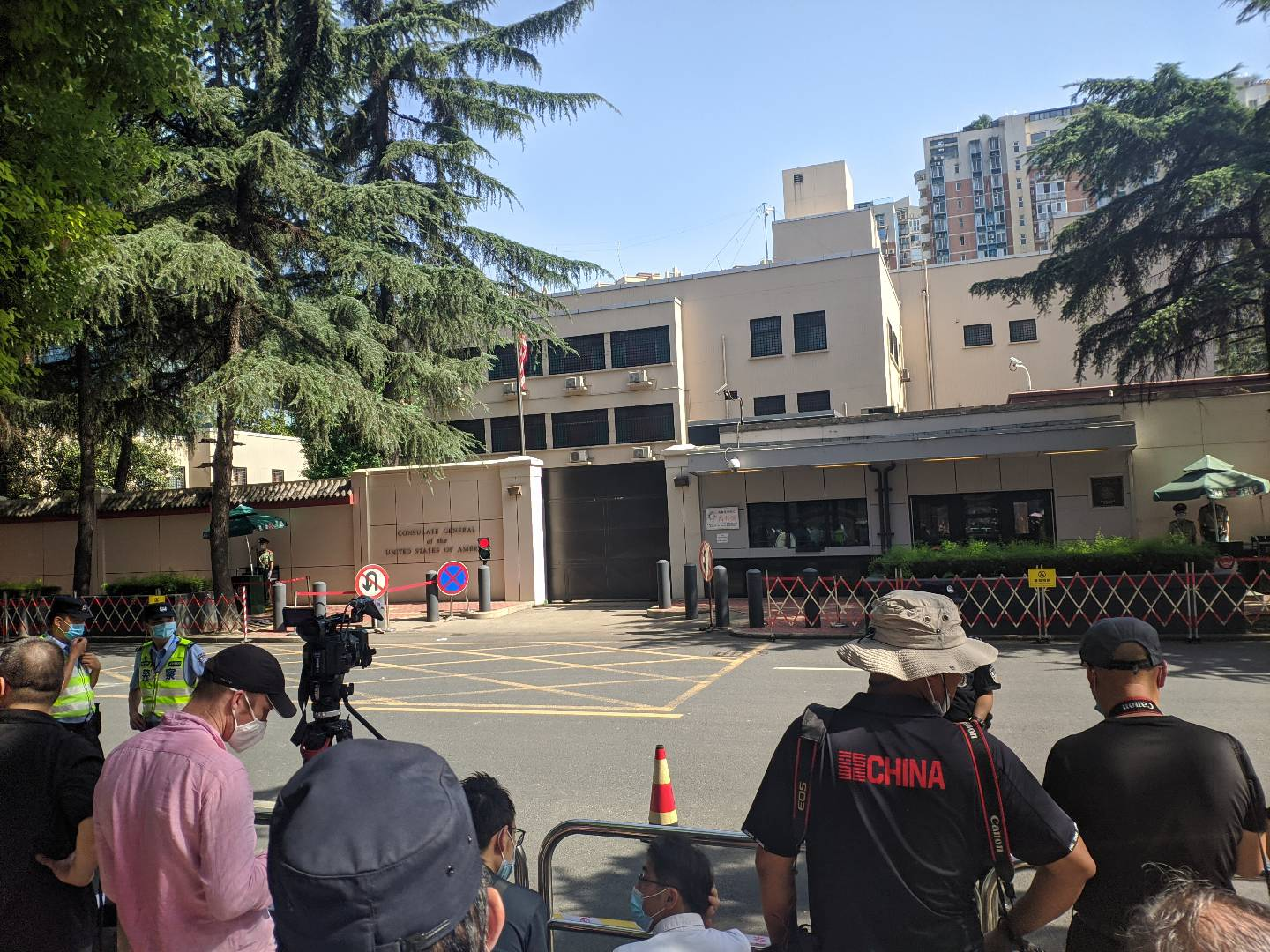
2020年7月26日下午，美国驻成都总领事馆关闭前夕，大批人员前来领事馆门口进行拍摄

在中方宣布闭馆要求后的三天时限内，大批成都市民来到馆外围观，甚至有人专程赶到成都见证这一时刻，多名群众在附近唱《歌唱祖国》、《大中国》等爱国歌曲。为维护现场秩序，现场布置了临时从附近成都地铁倪家桥站借用的铁马（后来从其他地铁站运输了一批铁马补充），当局亦在领馆常驻武警的基础上增派了警力，防止人群接近领馆。但仍有人在领馆外点燃鞭炮，被警方带离现场后处以行政警告处罚。中外记者、电视台（如CCTV、CGTN和CNN）等媒体进行了采访直播。
2020年7月27日6时18分，美国驻成都总领事馆降旗，当天上午中华人民共和国外交部发布新闻稿称“上午10时，按照中方要求，美国驻成都总领馆闭馆。中方主管部门随后从正门进入，实行接管。”
2020年7月28日起，美国驻成都总领事馆原址正门被施工围挡全部遮住，围挡来自附近的成都地铁18号线三期倪家桥站工程。
美國駐成都總領事館閉館前的主要官員包括總領事林傑偉（Jim Mullinax）、政治兼經濟領事范君毅（Richard Fitzmaurice）、新聞文化領事范雅麗（Stephanie Fitzmaurice）、領事處長Nick Larsen、行政領事Tom Bevan、商務領事范思傑（Francis Peters）及農業貿易領事杜儀芳（Yvonne McDowell）等人。

## 机构设置
美国驻成都总领事馆员工规模约有200余名员工的规模，其中约150人是当地聘请的中国雇员，总领馆设置下列机构：
- 农业贸易处（Agricultural Trade Office）
- 商务处（Commercial Service）
- 领事处（Consular Section）
- 政治经济处（Economic and Political Section）
- 新闻文化处（Public Affairs Section）

美国驻成都总领事馆农业贸易处由美国农业部管理；总领馆商务处由美国商务部管理。

## 主要官員

### 歷任部門主管
| 中文名                   | 英文名                  | 在任時間                 |                        |                        |
| 歷任政治領事兼經濟領事   | 歷任政治領事兼經濟領事  | 歷任政治領事兼經濟領事   | 歷任政治領事兼經濟領事 | 歷任政治領事兼經濟領事 |
| ------------------------ | ----------------------- | ------------------------ | ---------------------- | ---------------------- |
| 柯壯                     | John Geroge Cook        | 1985年9月—1987年:42      |                        |                        |
| 白瑞德                   | Scott Douglas Bellard   | 1987年7月—1987年:42      |                        |                        |
| 季瑞達                   | Kenneth Howard Jarrett  | 1989年6月—:42            |                        |                        |
| 連世明                   | Samuel C. Laeuchli      | 1996年起，1998年時在任   |                        |                        |
| 董雲裳                   | Susan A. Thornton       | 2001年—2003年            |                        |                        |
| 高大偉                   | David Cowhig            | 2007年—2012年            |                        |                        |
| 唐明俊                   | Michael David Toyryla   | 2012年時在任             |                        |                        |
| 羅本睿                   | Corrie Hepburn Robb     |                          |                        |                        |
| 馮安雅                   | Andrea L. Finnegan      | 2016年時在任             |                        |                        |
| 范君毅                   | Richard Fitzmaurice     | 至2020年7月              |                        |                        |
| 歷任新聞文化領事         |                         |                          |                        |                        |
| 方愛雲                   | Vallerie Jo Steenson    | 1985年10月—:42           |                        |                        |
| 郭克                     | Alfred Markham Crocker  | 1987年10月—1989年12月:42 |                        |                        |
| 金迪麗                   | Tracy Thiele            | 1991年—1993年            |                        |                        |
|                          | Cynthia Caples          | 2002年時在任             |                        |                        |
| 郭南琳                   | Nancy Corbett           | 2008年時在任             |                        |                        |
| 費曼舒                   | Mary Sue Fields         | —2012年                  |                        |                        |
| 薛珍莉                   | Jennifer Megan Schueler |                          |                        |                        |
| 藍明凱                   | Keith Lommel            | 2016年時在任             |                        |                        |
| 范雅麗                   | Stephanie Fitzmaurice   | —2020年7月               |                        |                        |
| 歷任簽證領事（領事處長） |                         |                          |                        |                        |
| 陳美麗                   | Mary Fone Witt          | 1986年3月—:42            |                        |                        |
| 郭能偉                   | Carey Glenn William     | 1988年4月— :42           |                        |                        |
|                          | Stephanie A. Kronenburg | 1996年—                  |                        |                        |
|                          | Paul M. Simon           | 2002年時在任             |                        |                        |
| 歐陽婷                   | Tina Onufer             | 2008年時在任             |                        |                        |
| 李偉明                   | Vlad Lipschutz          |                          |                        |                        |
| 雷國亮                   | Clark Darrow Ledger     | 2016年時在任             |                        |                        |
|                          | Nick Larsen             | —2020年7月               |                        |                        |
| 歷任行政領事             |                         |                          |                        |                        |
| 魏一德                   | John E. Witt            | 1985年9月— :42           |                        |                        |
| 高弘                     | Kenneth Aron Cohen      | 1988年3月— :42           |                        |                        |
|                          | James W. Leaf           | 1998年時在任             |                        |                        |
|                          | Sean B. Stein           | 2002年時在任             |                        |                        |
| 張家安                   | Carol-Anne Chang        | 2011年時在任             |                        |                        |
| 蔡天成                   | Christopher Cortese     |                          |                        |                        |
| 賀明強                   | John Hartman            | 2016年時在任             |                        |                        |
| 禹道瑞                   | Mason Yu                | 2018年時在任             |                        |                        |
|                          | Tom Bevan               | —2020年7月               |                        |                        |